# Aza-

Beispiel Stammverbindung: Anthracen

Struktur von Acridin
(9-Azaanthracen)

In der chemischen Nomenklatur wird die Vorsilbe (Präfix) Aza-  benutzt, um anzugeben, dass einem Stoff gegenüber einem anderen Stoff (Stammverbindung) ein Kohlenstoffatom durch ein Stickstoffatom ersetzt wurde.
Das ähnliche Präfix „Deaza-“ oder „Desaza-“ benennt umgekehrt den Ersatz eines Stickstoffatoms in einer Stammverbindung durch ein Kohlenstoffatom.  Wenn notwendig, wird durch eine vorgestellte Ziffer angegeben, welche Methingruppe (CH) ersetzt wurde, z. B. in der Stammverbindung Anthracen (siehe Abb.).
Das Präfix ist Teil der Hantzsch-Widman-Nomenklatur.